# Faces Places (chanson)
Pour l'album du même groupe, voir Faces Places.
Singles de Globe
Face
(1997) Anytime Smokin' Cigarette
(1997)
Faces Places (titré en capitales : FACES PLACES) est le 9e single du groupe Globe.

## Présentation
Le single, coécrit, composé et produit par Tetsuya Komuro, sort le 5 mars 1997  au Japon sur le label Avex Globe de la compagnie Avex, au format mini-CD single de 8 cm de diamètre (alors la norme pour les singles dans ce pays), un mois et demi après le précédent single du groupe, Face. Il atteint la 3e place du classement des ventes de l'Oricon, et reste classé onze semaines, se vendant à plus de 400 000 exemplaires.
La chanson-titre du single est utilisée comme thème musical pour une publicité pour la marque de joaillerie Miki ; sa version instrumentale figure aussi sur le single, ainsi qu'une version remixée ("Dr. Distorto's Mix"). Cinq années marquantes dans la carrière de l'auteur, Tetsuya Komuro, sont citées en anglais dans les refrains de la chanson : 1970 (quand il découvre la musique électronique à l'occasion d'un concert de Isao Tomita lors de l'exposition universelle d'Osaka), 1981 (quand il débute en jouant avec le groupe Speedway), 1984 (quand il forme le groupe TM Network avec deux membres de Speedway), 1994 (quand ce groupe se sépare), et 1997 (sortie de la chanson).
Elle figurera dans une version remaniée sur le deuxième album (homonyme) du groupe, Faces Places qui ne sortira qu'une semaine plus tard, sur lequel figure aussi une deuxième version remixée de la chanson en conclusion. Elle figurera également par la suite sur ses compilations Cruise Record de 1999, 8 Years: Many Classic Moments de 2002, Globe Decade de 2005, Complete Best Vol.2 de 2007, et 15 Years -Best Hit Selection- de 2010. 
Elle sera aussi réenregistrée live pour son album First Reproducts de 1999, et sera également remixée sur ses albums de remix Euro Global de 2000, Global Trance 2 de 2002, Global Trance Best de 2003, et Ragga Globe de 2011.

## Liste des titres
Les chansons sont écrites, composées, arrangées par Tetsuya Komuro (coécrites par Marc), et mixées par Eddie DeLena.
| CD    | CD                                                                    | CD                    | CD    | CD | CD | CD | CD | CD | CD |
| No    | Titre                                                                 | Description           | Durée |    |    |    |    |    |    |
| ----- | --------------------------------------------------------------------- | --------------------- | ----- | -- | -- | -- | -- | -- | -- |
| 1.    | Faces Places (Straight Run) (FACES PLACES (STRAIGHT RUN))             | Version originale     | 6:27  |    |    |    |    |    |    |
| 2.    | Faces Places (Dr. Distorto's Mix) (FACES PLACES (DR. DISTORTO'S MIX)) | Version remixée       | 5:44  |    |    |    |    |    |    |
| 3.    | Faces Places (Instrumental) (FACES PLACES (INSTRUMENTAL))             | Version instrumentale | 6:27  |    |    |    |    |    |    |
| 18:38 |                                                                       |                       |       |    |    |    |    |    |    |